# Riu Botan
El riu Botan (turc: Botan Çayı) és un riu situat a la província de Siirt, al sud-est de Turquia. És afluent del riu Tigris, el més oriental dels dos grans rius de Mesopotàmia, a la part més alta del seu curs.
A l'època clàssica, el riu era conegut amb el nom de Centrites (en grec: Kentrides). Un dels canals marcians descoberts per Giovanni Schiaparelli porta el nom de Centrites en record d'aquest riu.